# Elmar Morscher
Elmar Morscher (* 13. Juni 1962) ist ein ehemaliger österreichischer Fußballspieler.

## Karriere
Morscher spielte ab der Saison 1988/89 für den Regionalligisten SCR Altach. Mit Altach stieg er 1991 in die 2. Division auf. Im Juli 1991 debütierte er dann gegen den SK Austria Klagenfurt in der zweithöchsten Spielklasse. Bis zur Winterpause kam er zu zwölf Zweitligaeinsätzen für den SCRA, ehe er im Jänner 1992 zum Landesligisten FC Rot-Weiß Rankweil wechselte.
In Rankweil verbrachte er fünfeinhalb Saisonen. Zur Saison 1997/98 wechselte er nach Liechtenstein zum USV Eschen-Mauren, bei dem er dann nach vier Jahren nach der Saison 2000/01 seine Karriere beendete.